# تيري بيت
تيري بيت (بالإنجليزية: Terry Pitt)‏ هو سياسي بريطاني، ولد في 2 مارس 1937 في المملكة المتحدة، وتوفي في 3 أكتوبر 1986 في برمنغهام في المملكة المتحدة. حزبياً، نشط في حزب العمال. في انتخابات البرلمان الأوروبي 1984، انتخب عضو في البرلمان الأوروبي عن دائرة Midlands West (European Parliament constituency) ‏ لترشحه ضمن قائمة حزب العمال، وقد انضم خلال فترته النيابية (24 يوليو 1984 – 3 أكتوبر 1986) للكتلة البرلمانية التحالف التقدمي للاشتراكيين والديمقراطيين وانتخب عضو في البرلمان الأوروبي (1984 – 1986).